# Катастрофа Cessna 551 в Балтийском море
Катастрофа Cessna 551 в Балтийском море — авиационная катастрофа, произошедшая 4 сентября 2022 года. Частный самолёт Cessna 551 Citation II/SP авиакомпании Quick Air выполнял чартерный рейс по маршруту Херес-де-ла-Фронтера—Кёльн, но вскоре после взлёта перестал выходить на связь, до этого доложив на землю о проблемах с давлением в салоне. С самолётом пытались выйти на связь пилоты сопровождавших его истребителей войск Франции, Германии и Дании, но, по данным СМИ, они не смогли никого увидеть ни в кабине пилотов, ни в салоне Cessna 551. Около 17:44 UTC Cessna 551 рухнула в Балтийское море в 37 километрах от побережья Латвии и затонула на глубине около 60 метров.

## Самолёт
Самолёт Cessna 551 Citation II/SP с бортовым номером OE-FGR (серийный — 551-0021) был выпущен в 1979 году, и был оснащён двумя турбовентиляторными двигателями Pratt & Whitney Canada JT15D-4. Принадлежал немецкой авиакомпании Quick Air, которая принадлежала 72-летнему миллионеру Карлу-Петеру Гриземанну (нем. Karl-Peter Grisemann).

## Экипаж и пассажиры
Самолётом управлял 72-летний Карл-Петер Гриземанн (нем. Karl-Peter Grisemann), владелец авиакомпании Quick Air.
На борту самолёта находились 3 пассажира:
- Джулиан Гриземанн (нем. Juliane Grisemann), 69 лет. Супруга Карла-Петера.
- Лиза Гриземанн (нем. Lisa Grisemann), 27 лет. Их дочь; она также имела лицензию пилота.
- Пауль Фёлльмер (нем. Paul Föllmer), 26 лет. Друг Лизы Гриземанн[4][5][6][7].

## Катастрофа
По данным Flightradar24, Cessna 551 Citation II/SP борт OE-FGR вылетела из Херес-де-ла-Фронтеры в 12:56 UTC, при этом не указав конкретный пункт назначения. По информации шведского «Aftonbladet», самолёт должен был приземлиться в Кёльне.
Вскоре после взлёта пилот сообщил о проблемах с давлением в салоне, после чего с самолётом пропала связь. На тот момент борт OE-FGR уже находился на крейсерском эшелоне FL360 (10 950 метров).
Примерно в 14:25 UTC самолёт вошёл в воздушное пространство Франции, где вскоре он был перехвачен двумя истребителями Dassault Rafale ВКС Франции. Около 15:57 UTC перехват борта OE-FGR был передан ВВС Германии, в 16:15 UTC в воздух были подняты два истребителя Eurofighter Typhoon. Позже самолёт был перехвачен истребителем F-16 Королевских ВВС Дании; его пилоты сообщили, что никого не видели в кабине пилотов и салоне Cessna 551. F-16 сопровождал самолёт вплоть до его падения в воду.
Согласно системе управления полётами, автопилот поднял самолёт на высоту 10 950 метров и тот пролетел над Пуатье, Парижем, Люксембургом и Ойскирхеном. В Ойскирхене пилот, по-видимому, планировал перейти на последний заход на посадку в Кёльне (в 15:50 UTC), но поскольку пилот, по-видимому, был без сознания, самолёт продолжил движение по прямой в течение следующих 1 часа 41 минуты по курсу 54°.
В 17:36 UTC борт OE-GFR начал снижаться и повернул вправо на курс 116°; предположительно, направляясь на посадку в аэропорту Вентспилса. Также вероятно, что в этот момент отказал двигатель № 2 (правый), чем и было вызвано изменение курса. Примерно через 3 минуты (в 17:39 UTC) отказал двигатель № 1 (левый) и уже через 1 минуту после резкого поворота влево самолёт вошёл в спиральное пикирование. В 17:44 UTC (19:44 по Рижскому времени) борт OE-FGR рухнул в Балтийское море примерно в 37 километрах от Вентспилса.